# Wallace Spearmon
Wallace Spearmon Jr. (født 24. december 1984 i Chicago, Illinois, USA) er en amerikansk atletikudøver (sprinter), der vandt sølv på 200 meter-distancen ved VM 2005 i Helsingfors og bronze 2 år senere ved VM i Osaka. Han var ved VM i Osaka desuden en del af det amerikanske stafethold, der vandt guld på 4 x 100 meter-distancen.
Ved OL i Beijing 2008 sluttede Spearmon på tredjepladsen i 200 meter-løbet og troede dermed han havde sikret sig bronzemedaljen. Han blev dog diskvalificeret for at have trådt på banelinjen, og bronzemedaljen gik i stedet til landsmanden Walter Dix.